# Cristina Romiti
Cristina Romiti (ur. 9 lipca 1988 w Rzymie) – włoska wioślarka.

## Osiągnięcia
- Mistrzostwa Świata Juniorów – Banyoles 2004 – dwójka bez sternika – 2. miejsce[1].
- Mistrzostwa Świata Juniorów – Brandenburg 2005 – dwójka bez sternika – 3. miejsce[1].
- Mistrzostwa Świata Juniorów – Amsterdam 2006 – czwórka bez sternika – 2. miejsce[1].
- Mistrzostwa Świata U-23 – Račice 2007 – czwórka bez sternika – 1. miejsce[1].
- Mistrzostwa Świata – Monachium 2007 – czwórka bez sternika – 6. miejsce[1].
- Mistrzostwa Europy – Ateny 2008 – ósemka – 4. miejsce[1].